# Primo uomo
primo uomo (italienska och betyder förste man), titel för första manliga skådespelare eller sångare vid ett skådespelar/sångarkompani, teaterhus eller operahus. Motsvarigheten för kvinnor är primadonna.